# جینگ اولریچ
جینگ اولریچ (انگلیسی: Jing Ulrich; ۲۸ ژوئن ۱۹۶۷ – ) بانکدار و مدیر اجرایی اهل چین است، که هم‌اکنون به‌عنوان نایب رئیس هیئت مدیره جی‌پی مورگان چیس فعالیت می‌کند.